# سیمین بارکزی
سیمین بارکزی (زاده ۱۳۶۱ ولایت هرات) سیاستمدار افغانستانی و نماینده مردم ولایت هرات در دوره شانزدهم مجلس نمایندگان است. وی در مجلس شانزدهم نمایندگان افغانستان عضو کمیسیون امور دفاعی می‌باشد.

## زندگی‌نامه
سیمین بارکزی زاده ۱۳۶۱ از ولایت هرات است. وی مدرک لیسانس رشته ژورنالیسم دارد.

## دیگر فعالیت‌ها
دیگر فعالیت‌های وی:"
- فعالیت در رسانه‌ها به عنوان نویسنده و تهیه کننده برنامه‌های سیاسی.
- دو سال مشاور وزارت شهرسازی.